# Golgota

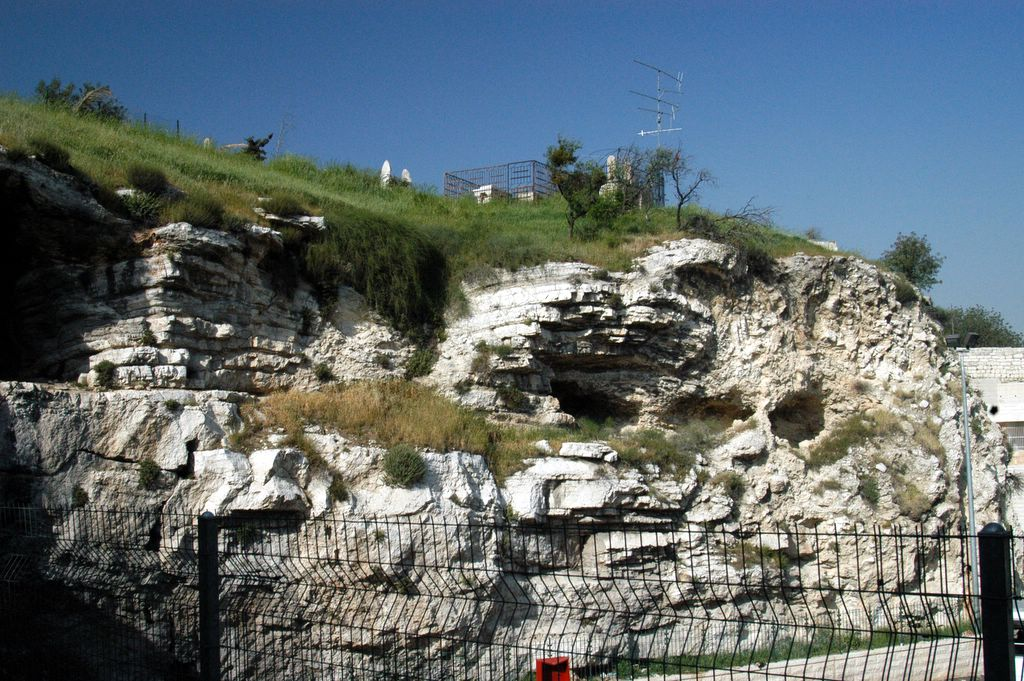
Vrch za hradbami Jeruzaléma u tzv. Zahradního hrobu, domnělá Golgota dle závěrů Ch. Gordona

Golgota (také hora Kalvárie) je místo, kde byl podle Bible v 1. století ukřižován Ježíš Kristus, které se původně nacházelo vně Jeruzaléma. Jeho přesná poloha je tradována od starověku.
Původní označení Gûlgaltâ v aramejštině a podobné v hebrejštině znamenalo lebka, zřejmě označení kopce obsahujícího lebky nebo skalního útvaru lebku připomínajícího. Označení podle lebky bylo převzato do řečtiny: Κρανιου Τοπος (Kraniou Topos) i latiny: Calvariae Locus, ze kterého počeštěním vzniklo slovo kalvárie.
Podle některých křesťanských a židovských tradic bylo u paty kříže místo uložení lebky Adama – prvního člověka, jehož prvotní hřích byl odčiněn tím, že na jeho lebku skanula Kristova krev při ukřižování, a tím byl s Kristovou obětí vykoupen i hřích Adamův.

## Chrám Božího hrobu

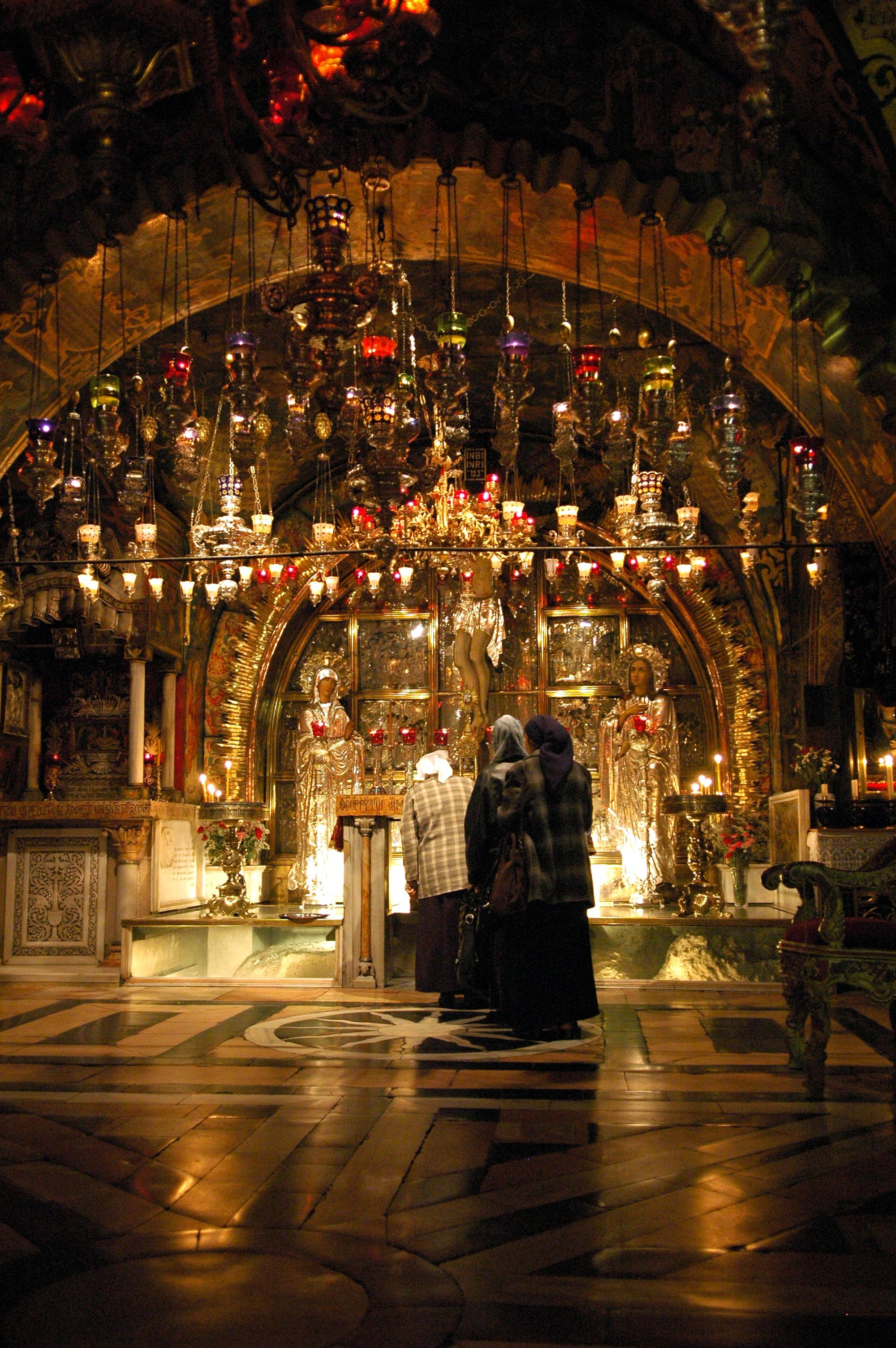
Tradiční místo Golgoty, v kostele Svatého hrobu